# Neviss
Neviss war in den Nullerjahren eine bekannte Rockband aus dem schweizerischen Luzern.
1999 gründeten Beni Widmer (Gitarre), Martae Fischer (Gesang, Gitarre) und Tom Fischer (Schlagzeug) die Band. Kurz darauf stiess Dani Imhof (Bass) dazu. Bis zuletzt spielte die Band in unveränderter Formation.
Zu den meistgespielten Liedern in Radios und TV-Stationen gehören: Saint Brokenheart, Never Wanted to Go to Jena und Kings on the Run.

## Diskografie

### Alben
- 2003: Backseat Travelling
- 2005: Neige & Soleil
- 2009: The Good Men

### Singles
- 2001: Neviss
- 2006: Never Wanted to Go to Jena
- 2009: Saint Brokenheart

### Musikclips
- 2005: Kings on the Run
- 2006: Never Wanted to Go to Jena